# Sainte-Rose (Guadeloupe)
Pour les articles homonymes, voir Sainte-Rose.
Sainte-Rose (en créole guadeloupéen : Sentwòz) est une commune française, située dans le département de la Guadeloupe. Ses habitants sont appelés les Sainte-Rosien(ne)s.

## Géographie

### Situation

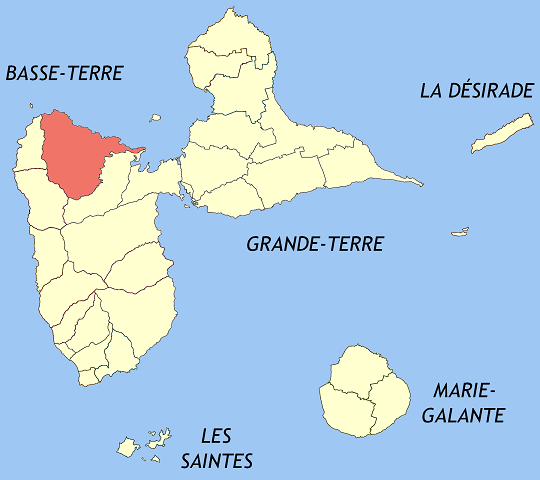
En rouge le territoire communal de Sainte-Rose.

S'étendant sur 118,6 km2 de superficie totale, la commune de Sainte-Rose est la seconde commune de Guadeloupe la plus étendue après Petit-Bourg. Elle se trouve sur une bonne partie du nord de la Basse-Terre (entre Lamentin et Deshaies).
Le Morne Jeanneton constitue le tripoint des communes de Sainte-Rose, Lamentin et Pointe-Noire. Plus élevée de 12 m, La Couronne est à la limite de la commune et de Pointe-Noire.
|              |             | Mer des Caraïbes |
| Deshaies     | Sainte-Rose |                  |
| Pointe-Noire |             | Lamentin         |

### Hydrographie
La commune est notamment traversée par la Grande Rivière à Goyaves qui la sépare de celle de Lamentin, la rivière de Nogent, la rivière Moustique, la rivière de la Ramée, la rivière Salée et la rivière du Vieux-Fort qui sépare son territoire de celui de la commune de Deshaies.

### Îles
Sont administrativement rattachés à la commune : Tête à l'Anglais, l'îlet Caret, les îlets de Carénage (dont l'îlet Blanc, Petit Îlet, Grand Îlet, la Biche, Petite Biche), l'îlet aux Fous, l'îlet Le Boyer, les petits pompons, les îlets de Haie Bébel, l'îlet Crabière, et l'îlet Mangue à Laurette.

## Urbanisme

### Typologie
Sainte-Rose est une commune urbaine, car elle fait partie des communes denses ou de densité intermédiaire, au sens de la grille communale de densité de l'Insee,,,. Elle appartient à l'unité urbaine de Sainte-Rose, une agglomération intra-départementale regroupant 1 commune et 17 494 habitants en 2022, dont elle une ville isolée,.
Par ailleurs la commune fait partie de l'aire d'attraction des Abymes, dont elle est une commune de la couronne. Cette aire, qui regroupe 18 communes, est catégorisée dans les aires de 200 000 à moins de 700 000 habitants,.
La commune, bordée par la Mer des Caraïbes au nord-est, est également une commune littorale au sens de la loi du 3 janvier 1986, dite loi littoral. Des dispositions spécifiques d’urbanisme s’y appliquent dès lors afin de préserver les espaces naturels, les sites, les paysages et l’équilibre écologique du littoral, par exemple le principe d'inconstructibilité, en dehors des espaces urbanisés, sur la bande littorale des 100 mètres, ou plus si le plan local d’urbanisme le prévoit,.

### Lieux-dits et hameaux

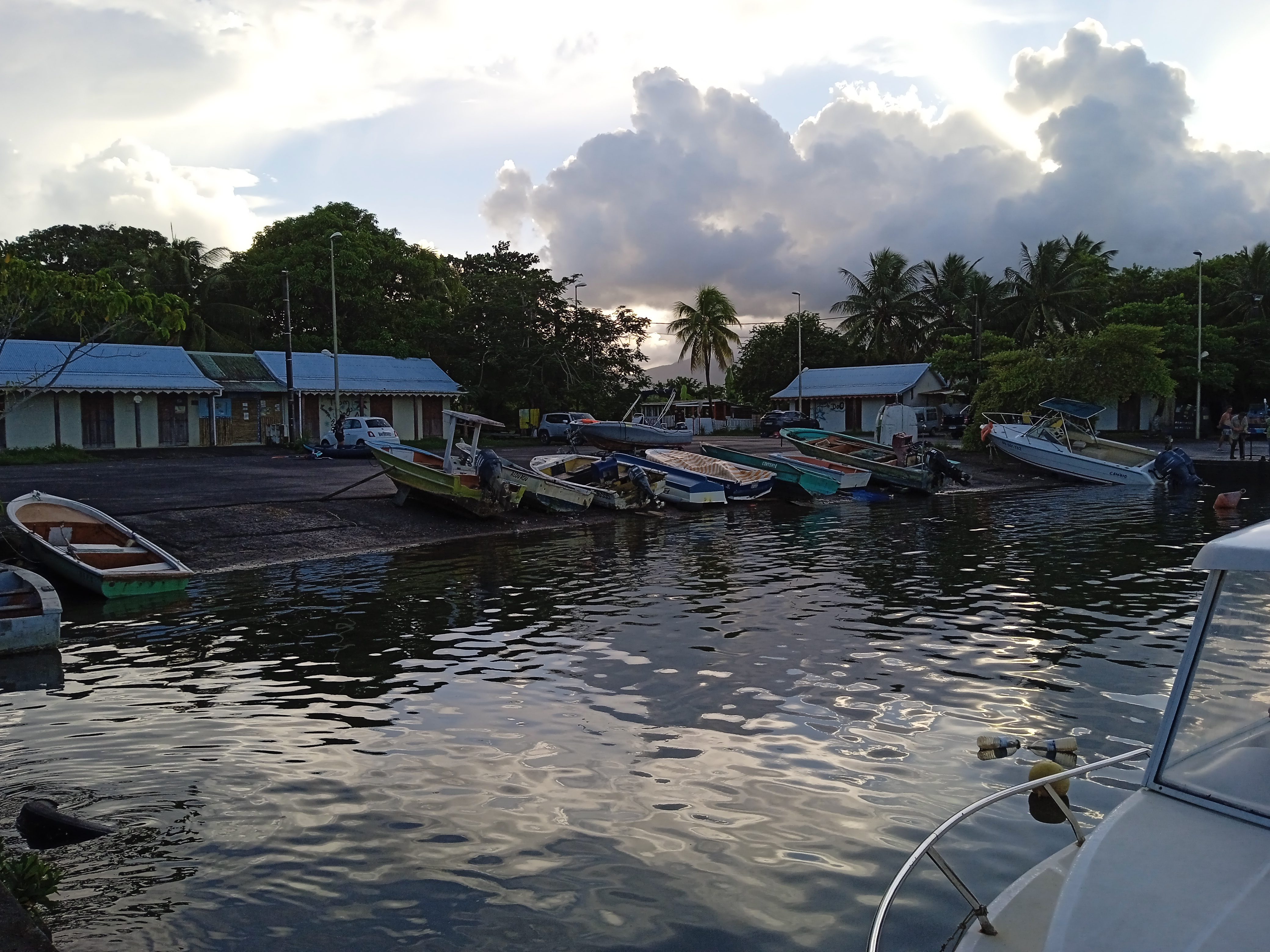
Port de Morne-Rouge.

La commune comprend de nombreuses sections en plus du bourg lui-même : Bebel, Bellevue, Béron, Bis, Bône, la Boucan, Bis, Cacao, Cadet, Caféière, Choisy, Cluny, Comté de Lohéac, Conodor, Desbonnes, Duportail, Durieu, Duzer, Goyavier, Lachaise, Madame, Monplaisir, Morne-Rouge, Moustique, Nolivier, Pont-Canal, Plessis-Nogent, la Ramée, Sainval, Sainte-Marie, Sofaïa, Viard, Vinty.
La section de Sofaïa, par exemple, est située sur le versant nord du parc national de la Guadeloupe. Bâtie sur des terres ayant originellement appartenu à la famille Boisneuf, une importante famille de politiciens locaux, la section compte entre autres une chapelle votive dédiée à Rose de Lima alias « Santa Rosa » et un site géologique insolite, des bains d'eau sulfureuse très appréciés des Antillais et des touristes.

## Histoire
Pour un article plus général, voir Histoire de la Guadeloupe.
Les premiers colons, 400 Français commandés par Jean du Plessis d'Ossonville et Charles Liénard de l'Olive avec quatre religieux de l'ordre de Saint Dominique dont Pierre Pélican et Raymond Breton, débarquent à la Pointe Allègre à Sainte-Rose le 28 juin 1635. L'historien guadeloupéen, Jules Ballet (1825-1904) indique la construction de deux forts : le fort Saint-Pierre sur les bords d'une rivière dénommée rivière du Vieux-Fort, Liénard de l'Olive installe sa demeure sur ses berges. Du Plessis installe son habitation, à l'est de la Pointe, sur les bords de la rivière Petit-Fort, car une fortification y était installée à son embouchure. Le père Raymond Breton et deux autres ecclésiastiques s’installèrent dans une plantation et firent construire une chapelle avec un cimetière. Une carte de Jean-Baptiste Du Tertre montre l'emplacement de ces deux forts. La distance entre les forts était de 900 mètres selon Du Tertre. Il ne subsiste pas de vestiges apparents de ces premières implantations.
Jean du Plessis décède en décembre 1635, laissant le commandement et le gouvernorat de l'île à Charles Liénard de l'Olive. Ce dernier s'attaque aux Indiens caraïbes pour prendre leurs femmes et voler leurs terres,.
Le site est initialement nommé Grand-Cul-de-Sac, puis Saint-Pierre, et enfin Sainte-Rose en 1790 (après la construction vers 1745 de l'église dédiée à Sainte-Rose de Lima).

## Politique et administration

### Rattachements administratifs et électoraux
La commune appartient à l'arrondissement de Basse-Terre et est le bureau centralisateur des cantons de Sainte-Rose-1 et Sainte-Rose-2 depuis le redécoupage cantonal de 2014.
Pour l'élection des députés, Sainte-Rose fait partie depuis 1988 de la troisième circonscription de la Guadeloupe.

### Intercommunalité
La commune de Sainte-Rose fait partie de la communauté d'agglomération du Nord Basse-Terre, dont elle est le siège depuis sa création en 2010, et dans laquelle elle est représentée par onze conseillers.

### Liste des maires

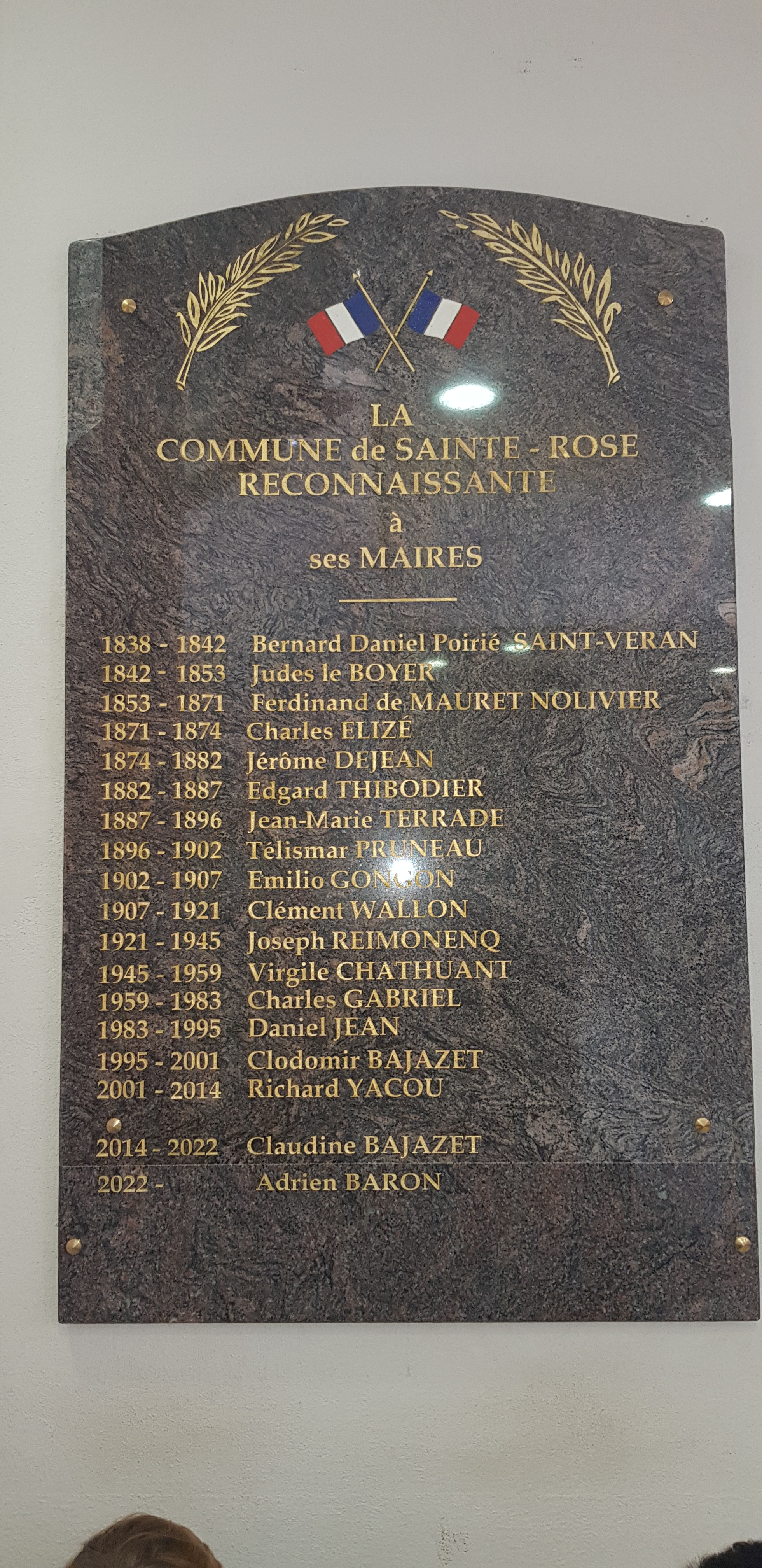
Plaque répertoriant les différents maires de la commune apposée dans la mairie de Sainte-Rose.

| Période                                  | Période          | Identité          | Étiquette         | Qualité |
| ---------------------------------------- | ---------------- | ----------------- | ----------------- | --- |
| 1945                                     | mars 1959        | Virgile Chathuant | SFIO              | Restaurateur Conseiller général (1945-1958) |
| mars 1959                                | mars 1983        | Charles Gabriel   | SFIO → FGPS → UDF | Conseiller général du canton de Sainte-Rose-1 (1958 → 1987)                                                                                     |
| mars 1983                                | juin 1995        | Daniel Jean       | FGPS → GUSR       | Directeur d'école Conseiller général du canton de Sainte-Rose-1 (1987 → 2001) Vice-président du conseil général de la Guadeloupe (1994 → 2001)  |
| juin 1995                                | décembre 2001    | Clodomir Bajazet  | OG-RPR            | Professeur des écoles Conseiller régional de la Guadeloupe (1998 → 2003)                                                                        |
| décembre 2001                            | mars 2014        | Richard Yacou     | OG-UMP            | Proviseur de lycée Conseiller général du canton de Sainte-Rose-1 (2002 → 2008) Réélu lors des élections municipales partielles de février 2003, |
| mars 2014                                | 30 décembre 2021 | Claudine Bajazet  | app. FGPS         | Enseignante Conseillère régionale de la Guadeloupe (2010 → 2015) Conseillère départementale du canton de Sainte-Rose-2 (2015 →2021 )            |
| 15 janvier 2022                          | En cours         | Adrien Baron      | FGPS puis LREM    | Cadre de la fonction publique Conseiller départemental du canton de Sainte-Rose-2 (2021 → )                                                     |
| Les données manquantes sont à compléter. |                  |                   |                   | |

## Population et société

### Démographie
L'évolution du nombre d'habitants est connue à travers les recensements de la population effectués dans la commune depuis 1961, premier recensement postérieur à la départementalisation de 1946. À partir de 2006, les populations de référence des communes sont publiées annuellement par l'Insee. Le recensement repose désormais sur une collecte d'information annuelle, concernant successivement tous les territoires communaux au cours d'une période de cinq ans. Pour les communes de plus de 10 000 habitants les recensements ont lieu chaque année à la suite d'une enquête par sondage auprès d'un échantillon d'adresses représentant 8 % de leurs logements, contrairement aux autres communes qui ont un recensement réel tous les cinq ans,.

En 2022, la commune comptait 17 494 habitants, en évolution de −10,14 % par rapport à 2016 (Guadeloupe : −2,67 %, France hors Mayotte : +2,11 %).
| 1961   | 1967   | 1974   | 1982   | 1990   | 1999   | 2006   | 2011   | 2016   |
| ------ | ------ | ------ | ------ | ------ | ------ | ------ | ------ | ------ |
| 10 290 | 11 624 | 12 050 | 12 299 | 13 995 | 17 574 | 19 989 | 20 241 | 19 468 |

| 2021   | 2022   | - | - | - | - | - | - | - |
| ------ | ------ | - | - | - | - | - | - | - |
| 17 630 | 17 494 | - | - | - | - | - | - | - |

### Enseignement

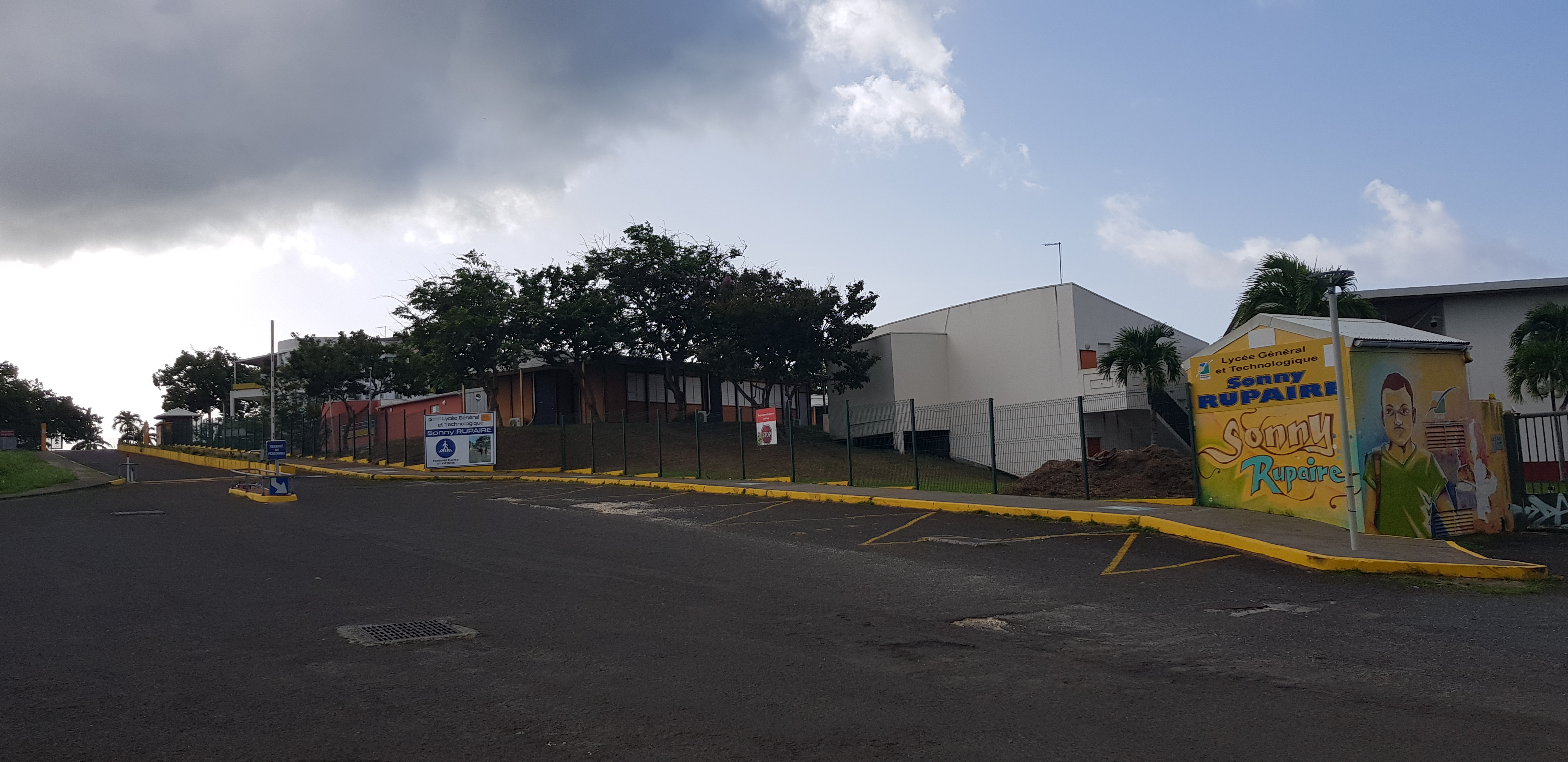
Lycée Sonny-Rupaire

Comme toutes les communes de l'archipel de la Guadeloupe, Sainte-Rose est rattachée à l'Académie de la Guadeloupe. La ville possède sur son territoire sept écoles maternelles (Archelon, Beauperthuy, Bourg 1, Bourg 2, La Boucan, Madame et Viard) et dix écoles primaires (Bourg 1, Bourg 2, Cadet, Duzer, Joseph-Reimonenq, La Boucan, Madame, Morne-Rouge, Morne-Zizi et La Persévérance (privée)).
En ce qui concerne l'enseignement secondaire, la ville accueille les collèges Bebel et Bois-Rada ainsi que le lycée d'enseignement général et technologique Sonny-Rupaire (anciennement lycée Nord-Basse-Terre).

### Eau
La commune accueille sur son territoire l'usine de production et de traitement d'eau potable de Sofaïa dont la capacité de production et d'alimentation du réseau d'eau public dans le nord Basse-Terre a doublé après d'importants travaux entrepris en 2019 (notamment avec l'automatisation des processus) afin de pallier, localement, aux problèmes récurrents des tours d'eau et des coupures fréquentes du réseau guadeloupéen.

### Sports

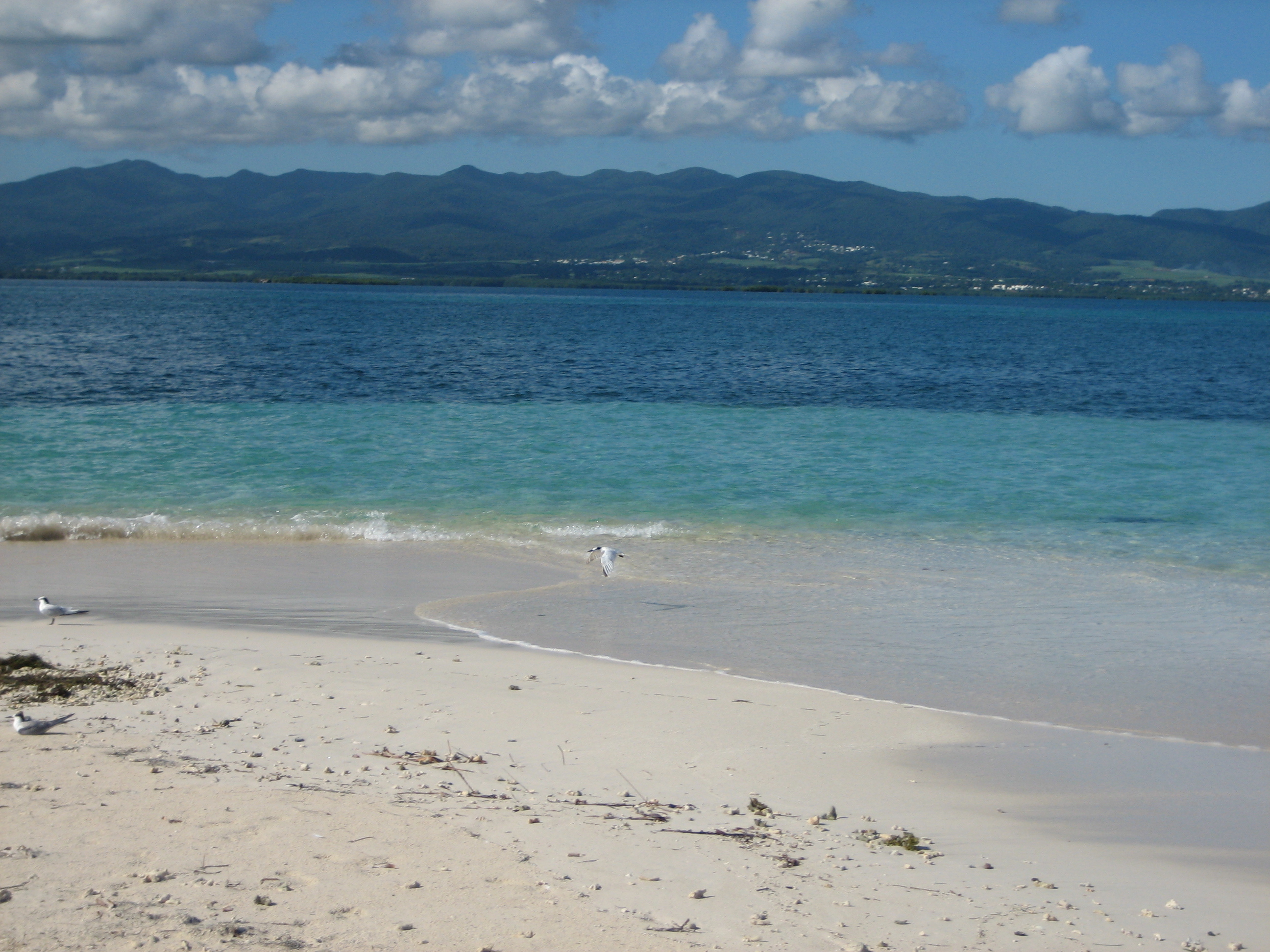
Sports nautiques sur les zones côtières.

La commune possède de nombreux équipements sportifs dont le Stade municipal de Sainte-Rose, des courts de tennis, la halle des Sports, le centre équestre du Domaine de Belle Plaine (le seul centre labellisé par la Fédération française d'équitation en Guadeloupe) et le site d'activités nautiques.
Le Stade de Sainte-Rose, également connu comme le « Stade municipal du Bourg », est situé à la Cité Charles Gabriel. Le stade, doté de 300 places, sert d'enceinte à domicile à l'équipe de football de l'Unité sainte rosienne.
De fait, Sainte-Rose héberge de très nombreux clubs sportifs :
- USR (Unité sainte rosienne), pour le football, le basket, et le handball ;
- Juvénis, pour le football ;
- Étoile filante, pour le football ;
- ASR (Avenir sainte-rosien), pour le football ;
- USR-Vélo STPA, pour le cyclisme ;
- Sainte-Rose tennis club ;
- Foulées du nord, pour l'athlétisme, l'initiation à l'athlé et l'athlé-santé ;
- Kayak de mer pour le kayak.

Les habitants de la commune peuvent s'adonner aux sports nautiques tels que la navigation, la plongée sous-marine, la planche à voile, le kite-surf...

## Économie
L'activité économique principale de la commune est liée à la culture de la canne à sucre et à la production de rhums de la Guadeloupe avec la présence sur territoire de deux importantes distilleries : la distillerie du domaine de Séverin produisant le rhum Séverin et la distillerie Reimonenq produisant le rhum cœur de chauffe. La pêche et la ZAC de Nolivier participent également à l'activité économique de Sainte-Rose.
Le plus grand parc éolien des Antilles françaises a été construit sur les sites de L'Espérance et de Bellevue, avec huit éoliennes totalisant une capacité de 16 MW. Inauguré le 26 janvier 2019 par la société Valorem avec le concours de la société Sotradom de Jacques Gaddarkhan, il est à cette date le plus puissant parc de France équipé de batteries pour stocker l'énergie électrique avec une capacité de 5 MW injectables dans le réseau pour son soutien en cas de faible production éolienne.

### Tourisme
Outre le port qui offre de nombreuses activités, Sainte-Rose est connue pour ses nombreuses plages qui sont, à partir de Sainte-Rose et en allant vers Deshaies : la plage Manbia, la plage des Amandiers, Anse Vinty, Anse des Îles, la plage de Clugny, la plage du Vieux-Fort, la plage naturiste de Sainte-Rose et la plage de Tillet.
Il n'y a pas de plages dans la direction Sainte-Rose-Lamentin mais le secteur offre de nombreuses excursions dans la mangrove.
- Sentier du littoral de Sainte-Rose
- Sentier Solitude
- Trace des Contrebandiers

## Culture locale et patrimoine

### Lieux et monuments

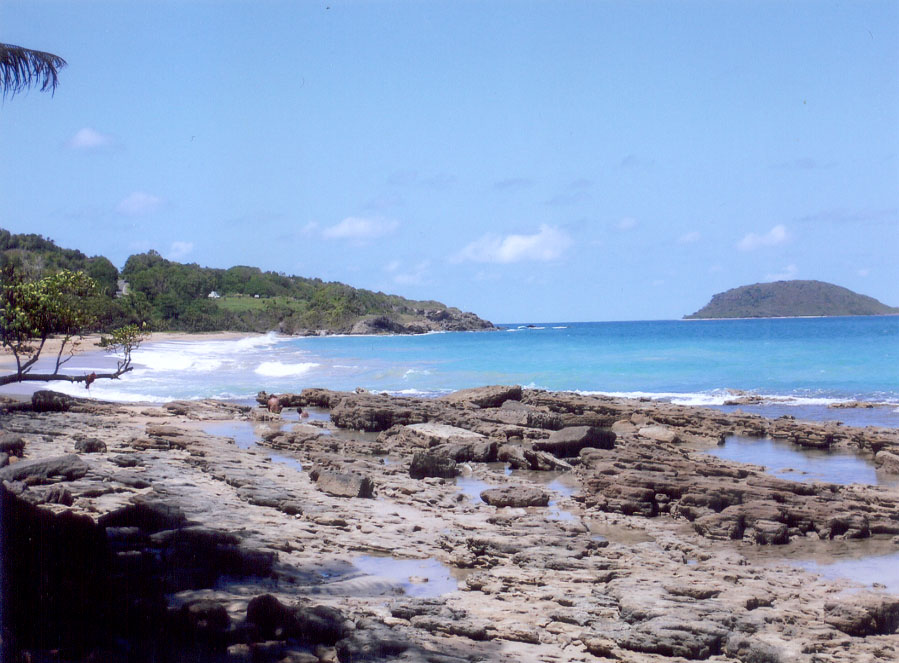
Plage de Clugny, à Sainte-Rose.

- Église Sainte-Rose-de-Lima de Sainte-Rose. L'église est dédiée à sainte Rose de Lima.
- Hôtel de ville de Sainte-Rose
- L'écomusée créole de la Guadeloupe, situé sur la route de Sofaïa-Pont Canal, consacré à l'histoire, la culture, les traditions, le jardin créole avec son conservatoire médicinal, sa route des épices, ses fleurs. Le site est labellisé jardin remarquable et partenaire et parrain de l'école Mixte 1, adhérant au réseau national des écoles associées de l'UNESCO.
- Maison du Rhum (à l'est du bourg) créée par la distillerie Reimonenq ; hormis une présentation de la fabrication du rhum en Guadeloupe, elle comporte une section présentant une quarantaine de maquettes de bateaux, ainsi qu'une salle présentant des papillons et des insectes, dont le Dynaste Hercule, avec de belles collections montrant toutes les tailles atteintes par cet insecte, ainsi que toutes les malformations pouvant atteindre les cornes des mâles.
- Domaine de Séverin (à l'est du bourg) accueillant la distillerie produisant le rhum Séverin.
- L'activité culturelle municipale est assurée par la programmation, principalement théâtrale, de la salle Louis-Daniel-Beauperthuy.
- Place Tricolore (au bourg)
- Les bains sulfureux de Sofaïa (au sud du bourg), l'une des sources thermales de la Guadeloupe.
- La chapelle votive de Sainte-Rose-de-Lima (au sud du bourg).
- La résidence d'artistes La Ramée, propriété du Département de la Guadeloupe, située à la sortie du bourg en direction de Deshaies.
- Par ailleurs la gendarmerie et le dispensaire[28] de la commune sont l'œuvre de l'architecte Ali Tur réalisés entre 1930 et 1932[29].
- Les principales plages de Sainte-Rose sont : la plage des Amandiers (à l'ouest du bourg), la plage de Nogent à la Pointe Allègre, la plage de Clugny, la plage Manbia, la plage du Vieux-Fort, la plage Anse des Îles, l'anse Vinty, la Plage naturiste de Sainte-Rose et la Plage de Tillet.
- La plage de la Ramée, première plage en sortant de Sainte-Rose en direction de Deshaies, importante, non pas pour la baignade mais pour son intérêt archéologique.
- La Cascade de Bis au lieu-dit Bis-Cadet
- La Cascade Garry au lieu-dit Bis-Cadet, quelques mètres après celle de Bis.
- Le saut des Trois Cornes, à 3 km des sources chaudes de Sofaïa.
- L'Usine-sucrerie Comté de Lohéac (ne se visite pas).

### Jumelages
- Bohicon (Bénin)
- Mitsamiouli (Comores)

### Personnalités liées à la commune
- Louis Daniel Beauperthuy (1807-1871), médecin et scientifique découvreur du mode de transmission de la fièvre jaune, né à Sainte-Rose.
- Désiré Breton, membre de l'expédition Baudin, né à Sainte-Rose en 1781.
- Ernest Cabo (1932-2019), évêque de la Guadeloupe de 1984 à 2008, né à Sainte-Rose.
- Alexandre Privat d'Anglemont (1815-1859), écrivain et journaliste français, né à Sainte-Rose.
- Rody Tolassy (1987-), homme politique français, né à Sainte-Rose.